# Cleve (Beamtenfamilie)

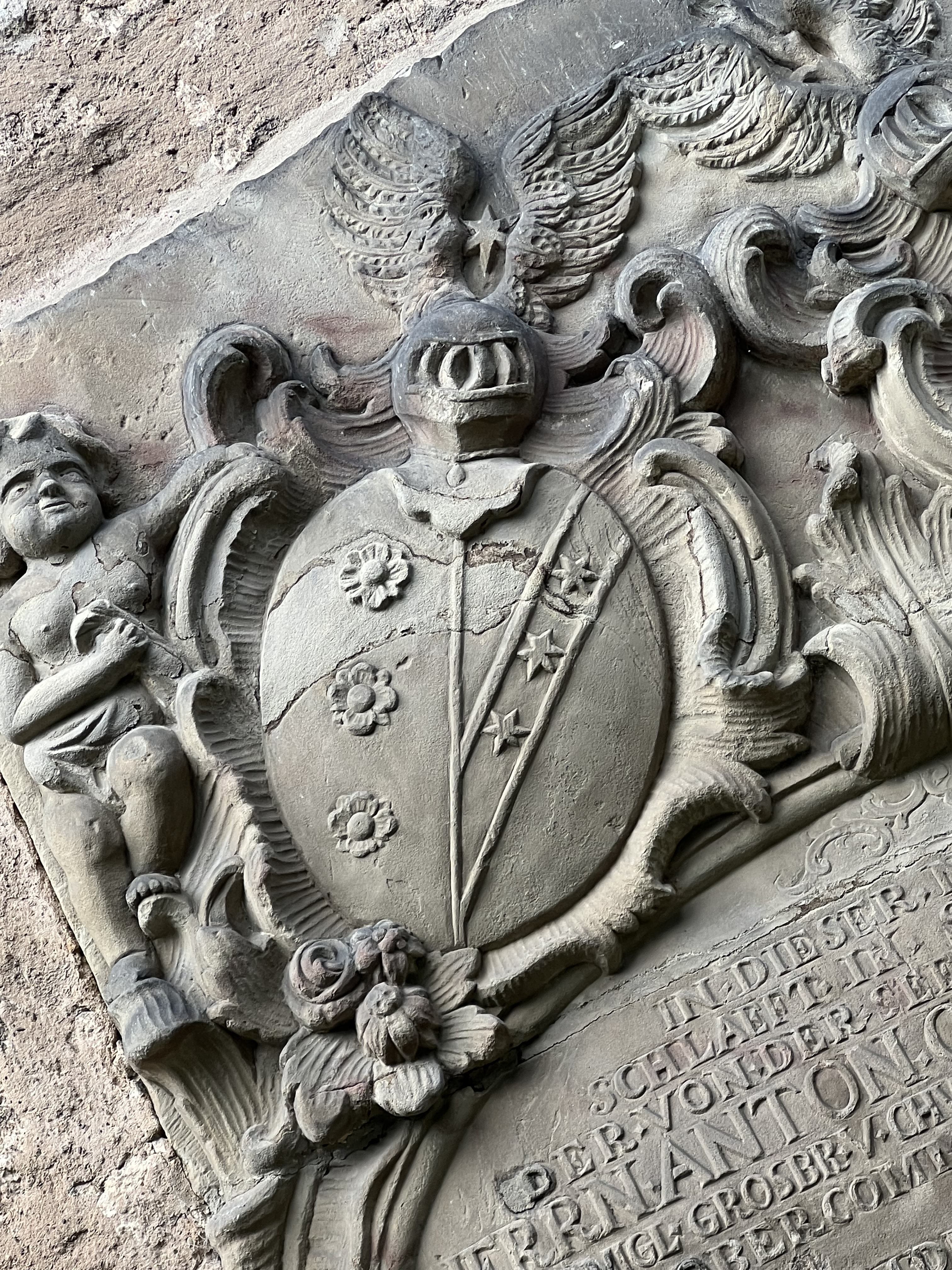
Detail des unten abgebildeten Epitaphs: Wappenschild Cleve

Cleve ist der Name einer ursprünglich aus Antwerpen stammenden adeligen Familie, die im Herzogtum Braunschweig-Lüneburg über mehrere Generationen hinweg Beamte in verschiedenen, zum Teil hohen Funktionen hervorbrachte.

## Geschichte

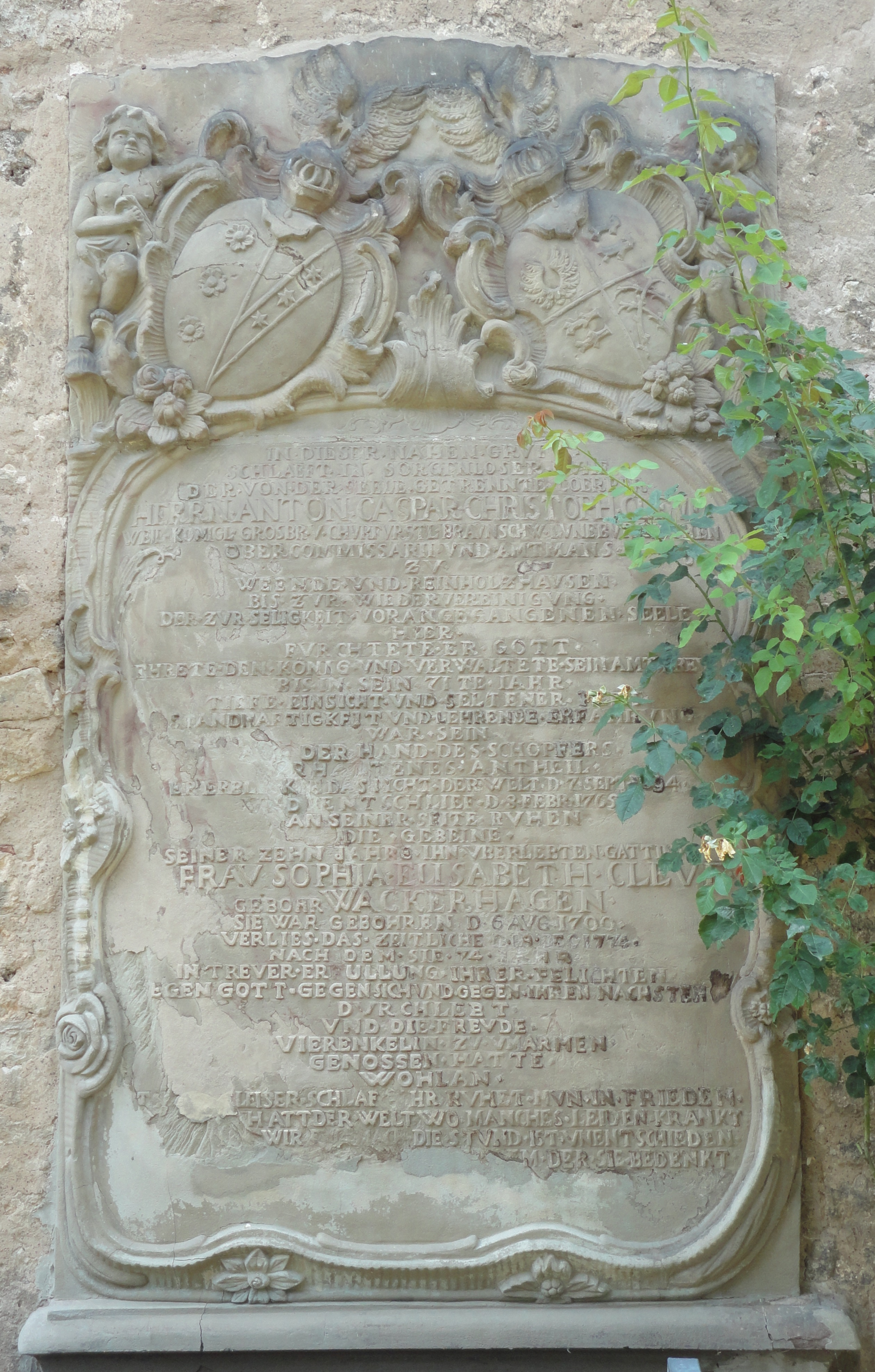
Epitaph für Anton Caspar Christoph Cleve und seine Ehefrau an der Außenwand der Kirche St. Petri in Weende mit den von Putten gestützten Wappen der Familien Cleve und Wackerhagen

Ältester bekannter Namensträger ist Paul Cleve der Ältere, geboren um 1540 in Antwerpen, der der Überlieferung nach wegen religiöser Verfolgung aus den Spanischen Niederlanden nach Braunschweig eingewandert sein soll. 1571 wurde er von Herzog Julius von Braunschweig für sieben Jahre zum herzoglichen Kammerschreiber, Leibdiener und obersten Buchhalter bestallt und war insbesondere mit Visitationen der Zechen, Hütten, Faktoreien usw. beschäftigt. 1573 wurde er zudem Kanoniker des Stiftes St. Blasii zu Braunschweig. Als Verwalter des Klosters Riddagshausen ab 1574 wurde er wegen schlechter Verwaltung und Missbrauchs von Klostergut angeschuldigt. Ebenso stieß er ab 1578 als Probst des Klosters Frankenberg in Goslar auf die Ablehnung der Nonnen und bat um Entpflichtung, „da sie mich nicht leiden wollen und danach trachten, mir zu lohnen, wie die Welt zu lohnen pflegt“. Im September 1577 wurde er gemeinsam mit Ernst Garsse mit der Erarbeitung einer neuen Landgerichtsordnung sowie Fiskalordnung betraut.
Er heiratete Wommele, die Tochter des Bremer Bürgermeisters Johann Esich aus einem angesehenen Bremer Patriziergeschlecht.
Seine männlichen Nachkommen übten über einen Zeitraum von mehr als 300 Jahren hohe Ämter aus, regelmäßig als Amtmänner verschiedener Ämter, aber auch als Kämmerer u. a. Sie verheirateten sich mit Töchtern angesehener Familien des Bildungsbürgertums, wie auch ihre Töchter in derartige Familien einheirateten. Schon von seinem Sohn Johannes Cleve heißt es, er sei adelig ohne Namensführung mit dem Adelsprädikat „von“, jedoch mit Wappen gewesen. Der Nachfahre Ernst Wilhelm Karl Cleve (1808–1864) wurde 1845 in den mecklenburg-schwerinischen Adelsstand erhoben und nannte sich dann „von Cleve“.
Pauls gleichnamiger Enkel Paul Cleve der Jüngere (1618–1673) war Amtmann in Bevern, welches 1667 dem Herzog Ferdinand Albrecht als Apanage verliehen wurde. Cleve hatte dessen Bruder Rudolf August hierüber jeweils Rechnung zu erteilen. Da Ferdinand Albrecht die Einkünfte nicht genügten, beschwerte er sich über den „Starrkopf Cleve“. Er beschuldigte Cleve wegen respektwidrigen Betragens, verlangte die Entlassung desselben und behauptete einen von ihm unternommenen tätlichen Angriff auf die Person des Herzogs, welcher ihn deshalb gefangen setzen ließ. Im Rahmen der anschließenden Untersuchung durch den Geheimen Rat Söhle weigerte sich der Herzog, seine Diener als Zeugen anhören zu lassen, da ihm allein die Jurisdiktion über diese zustehe. Ferdinand Albrecht ritt mit seinem Hofgesinde auf den Hof des Amtmanns und verhöhnte die dort aufgestellten Wachposten durch das Abfeuern von Pistolen. Erst im weiteren Verlauf des Jahres 1668 wurde Cleve in Bevern wieder eingeführt. Die erlittene Kränkung dürfte zu seinem frühen Tod beigetragen haben.

## Stammreihe
- Paul von Cleve d. Ä. (um 1540–1581), persönlicher Leibdiener, Kammerherr und Buchhalter; ⚭ 1576 in Braunschweig mit Wommele Esich (* 1545), Tochter des Bremer Bürgermeisters Johann Esich
  - Johannes Cleve (1579–1632), Canonicus und Vizedomus des Stifts St. Blasii in Braunschweig; ⚭ 1616 in Braunschweig mit Catharina Koch (um 1592–1674), Tochter des Ratsherrn Daniel Koch († 1607)
    - Paul Cleve d. J. (1618–1673), Amtmann in Bevern; ⚭ 1652 in Bevern Margarethe Christine Starcke (1633–1710), Tochter des Amtmanns in Gandersheim Wolfgang Starcke († 1653)
      - Johann Gabriel Cleve (1653–1716), Amtmann in Bevern, Herr auf Helmscherode; ⚭ 1686 in Goslar mit Maria Juliane Helene Burchtorff (1667–1749), Tochter des Amtmanns und Kammerrates in Imbshausen Heinrich Burchtorff (1631–1698)[3]
        - Anna Helene Cleve (* 1686); ⚭ 1707 in Lutter am Barenberge mit Johann Jonas Kuckuck (* 1679), Amtmann in Neubrück
        - Maria Hedwig Cleve; ⚭ 1709 in Lutter am Barenberge mit Daniel Jordan Dingelstedt, Hofgerichtsassessor zu Wolfenbüttel
        - Anton Caspar Christoph Cleve (1694–1765), Oberamtmann in Weende; ⚭ 1719 in Braunlage mit Sophie Elisabeth Wackerhagen, Tochter von Christian Julius Wackerhagen[4]
          - Anton Gabriel Christian Cleve (1720–1800); ⚭ 1752 in Hildesheim mit Ilse Dorothea Hofmeister (1734–1782)[5]
            - Anton Friedrich Carl Cleve (1755–1823), Amtmann in Fredelsloh; ⚭ (I.) 1784 in Bündheim mit Felicitas Caroline Auguste Breymann (1766–1789), Tochter des Friedrich Ulrich Breymann (1732–1779), Oberamtmann; ⚭ (II.) 1789 in Bündheim mit Wilhelmine Friederike Ulrike Breymann (1764–1801), Schwester der ersten Frau; ⚭ (III.) 1803 in Reinhausen mit Dorothea Louise Henriette Wilhelmine Wernher
              - (I.) Philippine Charlotte Dorothea Georgine Cleve (1787–1843); ⚭ 1804 in Wülfinghausen mit Auguste Jean Joseph Gilbert Ameil (1775–1822), Général de brigade, Baron d'empire
              - (I.) Anton Friedrich Heinrich Ludwig Cleve (1789–1848); ⚭ (I.) 1812 in Holzminden mit Charlotte Louise Dorothea Weland (1789–1819); ⚭ (II.) 1824 in Goslar mit Johanna Henriette Wilhelmine Siemens (1787–1840), Cousine von Christian Ferdinand Siemens
              - (II.) Carl August Julius Gabriel Cleve (1790–1860); ⚭ 1814 in Coppenbrügge mit Maria Friederike Weland (1787–1842)
              - (II.) Helene Ludovike Friederike Henriette Cleve (1797–1875); ⚭ 1818 in Göttingen mit Georg Heinrich Wilhelm Blumenbach (1780–1855), Sohn von Johann Friedrich Blumenbach

            - Ludwig Christian Siegfried Cleve (1764–1816), Amtsverwalter in Weende; ⚭ 1804 mit Elisabeth Henriette Wilhelmine Niemeyer (1784–1844)[5]
              - Ernst Wilhelm Carl von Cleve (1808–1864), am 17. Dezember 1845 in Schwerin in den Adelsstand erhoben; ⚭ Antonie Ernestine Philippine Cleve (1820–1898)
                - Gottlieb Louis Martinus von Cleve (* 1859); ⚭ 1886 in Rehdorf mit Elisabeth Augusta Maria von Dobeneck[5]

            - Carl Heinrich Arnhold Cleve, Amtmann in Salzderhelden

          - Juliana Henriette Friederike Cleve (1722–1778); ⚭ 1744 in Göttingen mit Georg Christoph Heinsius (1720–1788), Amtmann in Radolfshausen[4]
          - Augusta Wilhelmine Cleve (1723–1778); ⚭ 1758 mit Martin August Stock (1712–1790), Amtsvogt in Hermannsburg
          - Urban Gebhardt Cleve (1724–1783), Rittmeister auf Ackenhausen

        - Klara Margarethe Elisabeth Cleve (1695–1758); ⚭ 1714 in Lutter am Barenberge mit Maximilian Dietrich Philipp Berckelmann (1685–1762), Gerichtsschultheiß zu Seesen und Gandersheim
        - Richard Johann Friedrich Cleve (1695–1761), Oberauditeur, Rat und Kapitelsenior; ⚭ 1743 mit Anna Sofie Denecke (1710–1782), Erbin des Gutes in Rheda bei Verden
        - Henriette Rosine Cleve (1699–1780);⚭ (I.) 1718 in Lutter am Barenberge mit Levin Christian Lüdecke (1686–1728), Hofgerichtsassessor in Wolfenbüttel, Sohn von Gebhard Levin Lüdecke; ⚭ (II.) 1738 in Braunschweig mit Christian Friedrich Wackerhagen (1697–1764), Amtmann in Wegeleben, Pächter des Gutes Equord, Forstrat in Wernigerode[6]
        - Anton Ulrich Cleve (1702–1762), Oberamtmann in Forst, Allersheim und Bevern; ⚭ 1729 in Helmscherode mit Juliane Dorothea Brandes (1705–1773), Tochter des Heinrich Julius Brandes (1663–1722), Bürgermeister zu Salzhemmendorf(?)
          - Helene Juliane Cleve (1730–1792); ⚭ 1752 in Bevern mit Friedrich Christian Wiechmann (1705–1790), Oberamtmann in Ottenstein
          - Anton Gabriel Heinrich Cleve
          - Eleonore Ernestine Friederica Cleve (1733–1794); ⚭ 1758 Forst bei Bevern mit Johann Friedrich Hartmann (1731–1800)
          - Urban Christoph Philipp Cleve (1738–1802), Oberamtmann, Amtsrat und Drost in Forst; ⚭ 1781 mit Louise Ernestine Gepser (1759–1839)[7][5]
            - Auguste Cleve
            - Karl Cleve (1786–1822)
            - Ernst Heinrich Friedrich Cleve (1788–1853); ⚭ um 1819 mit Antoinette Louise Reiche
              - Antonie Ernestine Philippine Cleve (1820–1898); ⚭ Ernst Wilhelm Carl von Cleve[5]

          - Johann Friedrich Ulrich Cleve
          - Carl Bernhard Lothar Henning Cleve
          - August Ludwig Friedrich Cleve

        - Elisabeth Juliane Cleve (* 1702); ⚭ 1720 in Lutter am Barenberge mit Johann Heinrich Walther (* 1691), Hüttenpächter in Rübeland[7] und einer der vier Oberfaktoren

      - Margaretha Hedwig Cleve (1655–1705); ⚭ 1674 in Bevern mit Johann Georg Markgraf († 1706), Hofprediger in Bevern, Pastor in Minden
      - Anna Ursula Cleve (1657–1698); ⚭ (I.) Johann Hagemann (1650–1689), Pastor in Salzderhelden und Clausthal; ⚭ (II.) Carl Friedrich Salfeld, Pastor in Oebisfelde
      - Hermann Daniel Cleve (1658–1724), fürstl. Oberkämmerer; ⚭ 1693 in Wolfenbüttel mit Elisabeth Dorothea Schultze
        - Urban Gabriel Cleve (1694–1739), Kämmerer; ⚭ Sophie Elisabeth Nolbeck
        - Friederica Hedwig Cleve (1700–1744); ⚭ 1720 in Wolfenbüttel mit Johann Georg Hagemann (1684–1766), Konsistorialrat und Superintendent in Blankenburg
        - Justus Heinrich Daniel Cleve (1704–1753), Hofcommissarius, Kammerzahlmeister; ⚭ (I.) Elisabeth Juliane Agnese Otto († 1752); ⚭ (II.) 1752 in Gandersheim mit Marie Auguste Stisser (1713–1786), Tochter des August Stisser
          - (I.) Heinrich Urban Cleve (1733–1808), Kapitän, Kriegsrat; ⚭ Katharina Rosine Johanna Cleve
            - Johanne Sofie Friederike Cleve (1767–1837); ⚭ 1784 in Scheppau mit Friedrich Bodo von Unger (1755–1819)[6]

          - (I.) Katharina Wilhelmine Antoinette Cleve (1737–1797); ⚭ 1764 in Gandersheim mit Heinrich Ludwig Albrecht (1738–1787), Domherr in Gandersheim[8]

        - Maria Luise Cleve (1711–1781)
        - Johann Friedrich Cleve (1712–1796), Kämmerer
        - Henriette Hedwig Cleve (1715–1776)

      - Anna Catharina Cleve; ⚭ (I.) Johann Mathias Ritter, Amtmann zu Alten-Plotho, Amtmann zu Neuhaus; ⚭ (II.) Stephan Friedrich Heil, Amtmann bei denen von Hakenberg

    - Margarete Cleve (1625–1647); ⚭ 1646 mit Justus Georg Schottelius
    - Konrad (Cord) Cleve (1621–1706), Konventual, später Prior in Loccum; ⚭ 1673 mit Gertrud Edeler
      - Elisabeth Sophie Cleve; ⚭ in Loccum mit Heinrich Georg Engelbrecht (1656–1703)